# Аустријско-турски рат (1787—1791)
Аустријско-турски рат (1788—1791) је био оружани сукоб између Хабзбуршке монархије и Османског царства. Избио је у фебруару 1788. године, а окончан је склапањем Свиштовског мира у августу 1791. године. Током рата, у саставу хабзбуршке војске, која је дејствовала у савезу са српским устаницима, налазио се и српски фрајкор. Највећи ратни успеси били су ослобођење Шапца (1788) и Београда (1789). Рат је вођен истовремено са Руско-турским ратом (1788—1792), пошто је у то време Хабзбуршка монархија била у савезу са Руским царством.

## Историја
Аустрија се добро припремила за рат, након склапања руско-аустријског споразума у љето 1781, од тад су у Хрватску и Угарску према османској граници пребачене бројне јединице.
На самом почетку рата аустријске снаге, у бројним колонама продрле су дубоко на териториј Османског царства све до Влашке. Убрзо се ситуација на фронту преокренула и турске снаге преузеле иницијативу, тако да су успјеле одбацити натраг Аустријанаце из Мехадије у Влашкој и повратити Банат до 1789, али рат на два фронта показао се као немогућ задатак, јер су истовремено доживјеле велике поразе у Молдавији гдје је руски фелдмаршал Румјанцев заузео утврде Јаши и Хотин, а кнез Потемкин - након дуге зимске опсаде Очаков у Украјини 1788. Вијест о паду Очакова толико је потресла султана Абдул Хамида да је због тога умро.
Након руског притиска попустила је турска одбрана на западном фронту па су аустријске снаге након тронедељне кампање заузеле Београд 8. октобра 1789, а након тог Крајову и Букурешт (1789). Одмах након тог почеле су закулисне дипломатске игре Велике Британије и Пруске, које су се с једне стране бојале јачања Русије, а са друге стране хтјеле намамити Аустрију у анти-француску коалицију, тако да се Аустрија повукла из рата и пристала на мир. У овом рату се као велики јунак показао Јосип Филип Вукасовић.
Након британског притиска Аустрија је потписала сепаратни Свиштовски мир 4. августа 1791, на основу њега је вратила Османском царству све заузете територије осим тврђаве Хотин са ужом околином, и неких мрвица по Босни (Двор на Уни, Дрежник, Петрово Село, Лапац, Срб).